# Choker (Spiel)
Choker ist ein Spiel für zwei Personen, das Elemente von Schach und Poker verbindet.

## Spielmaterial
- Schachbrett und -figuren
- 44 Spielkarten: 4 Damen, jeweils 8 Türme, Läufer und Springer, 16 Bauern
- Schachuhr
- Pokerchips

## Regeln

### Phase 1
Auf dem Schachbrett werden die Könige auf e1 und e8 sowie ein weißer Bauer auf e2 und ein schwarzer Bauer auf e7 platziert. Die Spieler erhalten abwechselnd Weiß und Schwarz, wobei Weiß jeweils zuerst agiert, entsprechend dem Dealer Button im Poker. Jeder Spieler muss einen Mindesteinsatz („Blind“) erbringen und erhält dann zwei verdeckte Karten. Darauf folgt wie im Poker die erste Setzrunde, bei der die Spieler je nach Wertigkeit der erhaltenen Karten aussteigen (fold), schieben (check), erhöhen (raise) oder mitgehen (call) können. Wenn beide im Spiel bleiben, werden zwei weitere Karten verdeckt ausgegeben und es folgt die zweite Setzrunde. Nach einer weiteren Karte kommt es zur dritten und letzten Setzrunde. 
Bei den ausgegebenen Karten kann es zu folgenden Auf- oder Abwertungen kommen:
- Ein dritter Bauer auf einer Hand wird zum Turm aufgewertet, ein vierter und fünfter Bauer zu Damen.
- Bei einem Full House (drei und zwei gleiche Karten, im Choker „Empress“ genannt) wird eine der Karten des Dreiers zur Dame aufgewertet.
- Bei einer Straße (fünf verschiedene Karten, im Choker „Palace“ genannt) wird der Bauer zur Dame aufgewertet.
- Wenn zwei oder mehr Damen gezogen werden, erfolgt deren Abwertung zu Bauern.
- Mehr als zwei gezogene Türme, Läufer oder Springer werden zu Bauern abgewertet.

### Phase 2
Falls nach Abschluss der Setzrunden keiner der beiden Spieler gepasst hat, werden auf- und abgewertete Karten ausgetauscht und danach die auf der Hand befindlichen Schachfiguren von den Spielern abwechselnd auf dem Schachbrett platziert. Dabei dürfen Bauern nicht die vierte und Figuren nicht die zweite Reihe überschreiten. 

### Phase 3
Die entstandene Stellung wird als Blitzpartie nach den üblichen Schachregeln ausgespielt. Der Gewinner erhält den Pot, bei einem Remis wird der Pot geteilt. 

## Spielweise
Choker kann mit einem entsprechend präparierten Kartenspiel oder online gespielt werden. Als Testimonials für eine entsprechende Mobile App treten die Schachgroßmeister Hikaru Nakamura und David Howell auf.